# Pure and Applied Chemistry
Pure and Applied Chemistry — щомісячний англомовний хімічний журнал IUPAC (Міжнародного союзу теоретичної та прикладної хімії). У літературних цитатах він скорочується як Pure Appl. Chem.
Журнал засновано у 1960 році, виходить у німецькому видавництві Walter de Gruyter.
Журнал публікує:
- статті, написані на основі авторитетних лекцій, прочитаних на спонсорованих IUPAC конференціях, симпозіумах та семінарах
- статті або збірки статей, написані на замовлення зі спеціальних тем
- рекомендації IUPAC щодо номенклатури, символів та одиниць виміру
- технічні звіти IUPAC про стандартизацію, рекомендовані процедури, спільні дослідження, збір даних тощо.

Імпакт-фактор журналу, визначений Web of Science, становив 2,453 у 2020 році.

## деталізації
1. 1 2  The ISSN portal — Paris: ISSN International Centre, 2005. — ISSN 0033-4545
2. ↑  Journal Citation Reports 2020 des Web of Science.